# Feketenyakú gólya
A feketenyakú gólya (Ephippiorhynchus asiaticus) a madarak (Aves) osztályának a gólyaalakúak (Ciconiiformes) rendjébe, ezen belül a gólyafélék (Ciconiidae) családjába tartozó faj.

## Előfordulása
Bhután, Kambodzsa, India, Laosz, Mianmar, Nepál, Srí Lanka, Thaiföld, Indonézia, Pápua Új-Guinea és Ausztrália területén honos.

## Alfajai
- Ephippiorhynchus asiaticus asiaticus
- Ephippiorhynchus asiaticus  australis

## Megjelenése
Magassága 130–150 centiméter, szárnyfesztávolsága 230 cm. Nyaka kékesfekete.

## Életmódja
Halakkal, békákkal és nagyobb rovarokkal táplálkozik.

## Szaporodása
Fákon vagy bokrokon fészkel. Egy fészekalja 3-5 tojás. Az ausztráliai gólyák (Ephippiorhynchus asiaticus  australis) tűző melegben a csőrükben hozott vízzel locsolgatják tojásaikat, hogy túl ne hevüljenek.